# Sacilese Calcio 2010-2011
Questa voce raccoglie le informazioni riguardanti  la Sacilese Calcio nelle competizioni ufficiali della stagione 2010-2011.

## Rosa
| N. |                   | Ruolo | Calciatore           |
| -- | ----------------- | ----- | -------------------- |
| -  | Italia (bandiera) | A     | Christian Araboni    |
| -  | Italia (bandiera) | C     | Matteo Barbini       |
| -  | Italia (bandiera) | C     | Simone Bertagno      |
| -  | Italia (bandiera) | D     | Cristiano Bigolin    |
| -  | Italia (bandiera) | C     | Leonardo Bonotto     |
| -  | Italia (bandiera) | A     | Gianmarco Brotto     |
| -  | Italia (bandiera) | P     | Angelo Calligaro     |
| -  | Italia (bandiera) | D     | Luca Colombera       |
| -  | Italia (bandiera) | A     | Angelo Conte         |
| -  | Italia (bandiera) | D     | Mattia Conte         |
| -  | Italia (bandiera) | A     | Simone Corbanese     |
| -  | Italia (bandiera) | C     | Matteo Dal Cin       |
| -  | Italia (bandiera) | D     | Stefano Di Berardino |

| N. |                    | Ruolo | Calciatore            |
| -- | ------------------ | ----- | --------------------- |
| -  | Italia (bandiera)  | D     | Valerio Fantin        |
| -  | Italia (bandiera)  | D     | Alessandro Franchetto |
| -  | Italia (bandiera)  | C     | Davide Furlan         |
| -  | Italia (bandiera)  | C     | Massimo Gardin        |
| -  | Italia (bandiera)  | D     | Francesco Grazzolo    |
| -  | Italia (bandiera)  | D     | Matteo Gritti         |
| -  | Marocco (bandiera) | A     | Medhi Kabine          |
| -  | Italia (bandiera)  | A     | Federico Ligori       |
| -  | Italia (bandiera)  | P     | Michele Mion          |
| -  | Italia (bandiera)  | C     | Elia Roveredo         |
| -  | Italia (bandiera)  | C     | Nicola Segato         |
| -  | Italia (bandiera)  | D     | Roberto Vecchiato     |